# .name
Домейнът .name е домейн от първо ниво (Generic Top-Level Domain) (gTLD) в Системата за имена на домейни (DNS) в интернет. Той е предназначен за използване от физически лица за представяне на тяхното лично име, прякор, псевдоним и др. Домейнът е създаден от Хакон Хюнс и Гейр Расмусен и го представят на Глобалния регистър за имена (Global Name Registry) през 2001, и станал напълно функционален домейн през януари 2002. Verisign са помогнали за .name от неговото излизане през 2002 и купуват Глобалният регистър за имена през 2008.
Субдомейните на името могат да бъдат регистрирани на второ ниво (john.name) и на трето ниво (john.doe.name). Също е възможно да се регистрира и-мейл във формата на john@doe.name.
За такава регистрация може да е нужен друг адрес. Домейнът от второ ниво от субдомейна от трето ниво се споделят, и може да се регистрира от семейства. Когато домейнът е пуснат, са възможни само регистрации от трето ниво и имейл адреси. Домейните от второ ниво стават възможни през януари 2004 г. Оригиналната структура е име.фамилия.name, и така само физически лица (не семейства) могат да регистрират домейни. Целта на споделянето на домейните от второ ниво е да може възможно най-голям брой хора да имат имейли с фамилията си. През ноември 2009, международните домейни (IDN) стават възможни за домейни от второ и трето ниво. Международните домейни са използвани за да може домейнът да е на езика на човека, който използва сайта.
Регистърът обаче предлага неограничен брой безплатни заявки чрез безплатната програма за достъп до разширен режим Whois.